# Vugrovec Donji
Vugrovec Donji település Horvátországban, Zágráb főváros Szeszvete városnegyedében. Közigazgatásilag a fővároshoz tartozik.

## Fekvése
Zágráb városközpontjától légvonalban 11, közúton 17 km-re északkeletre, a Medvednica-hegység keleti részének déli lejtőin, a Vuger-patak mentén fekszik.

## Története
Vugrovec környékén már az ókori élet nyomai is fellelhetők. Közelében egy a 2. és 4. század között épített római villa maradványaira bukkantak. Az ember már nagyon korán letelepedett a vugroveci hegyek közé, ahol a hidegvizű források és az erdő lehetővé tette, hogy a legnehezebb életkörülmények között is élhessen. A környezet nemcsak megélhetést, de biztonságot is nyújtott a viharos történelmi események közepette. A napfényes dombok alatti gyümölcsösök és szőlőültetvények még a közelmúltban is a legfontosabb jövedelemforrásai voltak a környék lakosságának.
A Vugrovec név eredetére két, jól ismert elmélet létezik. Mindkettő egyetért abban, hogy Vugrovec nevét az Ugrin névről kapta, de ennek eredete vitatott. Az egyik elmélet szerint az Ugrin magyar személynévből származik, míg a másik szerint Ugrin a régi horvát Kukar törzs zsupánja volt. Eszerint Ugrin egyike volt annak a tizenkét horvát nemesnek, akikkel 1102-ben Kálmán király megkötötte a szerződést a Magyar és a Horvát Királyság egyesítéséről. A település nevének első írásos említése Imre királynak egy 1200-ből származó oklevelében történt, melyben megerősíti, hogy Zelina földje a zágrábi egyház tulajdonát képezi, és hogy ez a birtok Ugrin földjével határos („ad arborem cruse signatam, dividentem terram Vgrini”). Egy évvel később ugyanő a zágrábi püspökség itteni „Ugra” nevű birtokát említi praediumként „predii Vgra” alakban, egyben leírja a birtok határait is. Ugra az első dokumentumban említett Zelinához hasonlóan kanonoki birtok volt, mely 1237-ben Babonics II. István püspök birtokába került. Az emiatt támadt birtokvitában végül a pápa a kanonokok mellett döntött, de ennek ellenére a püspök nem adta vissza. Továbbra is püspöki birtok maradt olyannyira, hogy egy ideig a püspök székhelye is itt volt. Ugra emiatt jelentős hely lett, a történelmi dokumentumokban „comitatus de Ugra”-nak (azaz Ugrai grófságnak) hívják.
Ugrán a 13. században Timoteus zágrábi püspök (1266-1287) várkastélyt építtetett, melynek várnagya egy bizonyos Paris nevű nemes volt. Róla kapta a nevét a település egyik része, mely a régi térképeken Paruševina, illetve Paruževina néven szerepel. Ezt a várkastélyt a vugrovec gornjai hegyi menedékház feletti magaslatra helyezik, mely alatt új település jött létre. Mihály püspök idejében ez a település számos kiváltságot és „libera nostra villa de Vgra” (azaz Ugra a mi szabad falunk) státuszt kapott. Ezzel Ugrát szabad önkormányzattal rendelkező kereskedelmi központnak nyilvánította, amely a biró megválasztására is jogosult volt. Ugra heti vásártartási jogot is kapott, melyet vasárnapi napokon rendeztek. Ugra kiváltságait 1307-ben Gazotti Ágoston püspök is megerősítette.
Az első katonai felmérés térképén „Vugrovecz” néven található. Lipszky János 1808-ban Budán kiadott repertóriumában „Vugra vel. Vugrovecz” néven szerepel. Nagy Lajos 1829-ben kiadott művében „Vugrovecz” néven 14 házzal, 127 katolikus vallású lakossal találjuk.
A településnek 1857-ben 197, 1910-ben 597 lakosa volt. Zágráb vármegye Zágrábi járásához tartozott. 1941 és 1945 között a Független Horvát Állam része volt, majd a szocialista Jugoszlávia fennhatósága alá került. 1991-től a független Horvátország része. 1991-ben lakosságának 96%-a horvát nemzetiségű volt. Ekkor Vugrovec települést hivatalosan is két részre, Donji és Gornji Vugrovecre választották szét. A településnek 2011-ben 442 lakosa volt.

## Népessége
| Lakosság változása | Lakosság változása | Lakosság változása | Lakosság változása | Lakosság változása | Lakosság változása | Lakosság változása | Lakosság változása | Lakosság változása | Lakosság változása | Lakosság változása | Lakosság változása | Lakosság változása | Lakosság változása | Lakosság változása | Lakosság változása |
| ------------------ | ------------------ | ------------------ | ------------------ | ------------------ | ------------------ | ------------------ | ------------------ | ------------------ | ------------------ | ------------------ | ------------------ | ------------------ | ------------------ | ------------------ | ------------------ |
| 1857               | 1869               | 1880               | 1890               | 1900               | 1910               | 1921               | 1931               | 1948               | 1953               | 1961               | 1971               | 1981               | 1991               | 2001               | 2011               |
| 197                | 219                | 209                | 248                | 257                | 597                | 596                | 595                | 691                | 616                | 621                | 613                | 678                | 392                | 452                | 442                |

(1981-ig Vugrovec néven a mai Vugrovec Gornji lakosságával együtt.)

## Nevezetességei
- Xavéri Szent Ferenc tiszteletére szentelt római katolikus plébániatemploma[8] a 18. század elején épült barokk stílusban. A templomot 1759-ben Tauszy Ferenc püspök szentelte fel. 1803-ban Verhovácz Miksa püspök idejében plébániatemplommá nyilvánították. 1821-ben harangtornyot és sekrestyét építettek hozzá. A templomnak három barokk oltára van, oltárképeit M. Stroy (1838.) és Zaccin (1858.) festették. Címeres ereklyetartóját Tauszy püspök ajándékozta 1759-ben.
- A plébániatemplomtól nyugatra emelkedő dombon, a temetőben áll a 13. században épített Szent Mihály templom ,[9] melyet 1334-ben említenek először a zágrábi egyházmegye statutumában. A templom román stílusban épült (keskeny ablak a déli falon) durván faragott kövekből, átépített csúcsíves gótikus bejárattal. A tetőt felújították, a belső teret konzerválták. A hatalmas, zömök harangtorony alatt lehet belépni a fából készült síkmennyezettel fedett templomhajóba, melyet a négy evangélista képe és a Jézust gyermekekkel ábrázoló falfestmény (a Pregorec család ajándéka) díszít. A szentély ívén az utolsó vacsora látható. A szentélyben barokk oltár van, amely körüljáróval rendelkezik. A szentély boltíve előtt két oltár található, a jobboldalon a Szent Miklós oltár, a baloldalon pedig a Szűz Mária oltár az Angyali üdvözlet képével. Az oltárokat 1863-ban felújították, a templom belsejét 1931-ben renoválták. Szent családot ábrázoló faliképet 1922-ben Mladen Plečko alkotta. A templom padlóján 17. századi sírok találhatók, a falon pedig egy barokk szószék és Szent Mihály arkangyal szobor található. A templomban gyászmiséket tartanak.
- A plébánia épülete[10] egy szabadon álló, tégla egyemeletes, alápincézett, egyszerű, masszív, téglalap alaprajzú, csonka kontytetős ház. A pincék és a földszinti helyiségek részben donga-, részben csehboltozatosak, míg az emeleti szobák síkmennyezetűek. A Vugrovec nevű helyet, mint püspöki birtokot már 1201-ben említik, a plébánia és a település létezésére vonatkozó első feljegyzések pedig a 14. századból származnak. Ezek alapján a plébánia építését a 13./14. századra teszik.
- A Kamenica nevű régészeti lelőhely amellett a római út mellett fekszik, amely Šćitarjevótól (Andautonia) Varasdfürdőn át Ptujig (Poetovio) vezetett. Itt a 28. számú ház mögötti földterületen nagy számban tártak fel 3. századi római pénzérméket. A leletekből a szakemberek arra a következtetésre jutottak, hogy az ókori forrásokban említett „res publicae Audantoniausium” római település egy része ezen a helyen feküdt.[11]

## Kultúra
A KUD „Dragutin Domjanić” Vugrovec kulturális és művészeti egyesületet 1969-ben alapították azzal a céllal, hogy a helyi fiatalok aktívan vegyenek részt kulturális és művészeti tevékenységekben, a népművészet fejlesztésében, a folklór és más régi szokások megőrzésében. Az egyesület Horvátország egész területén fellépett, 1973-ban munkájáért Önkormányzati Díjat kapott. Ezt követően számos kiváló eredményt ért el fesztiválokon és különböző fellépéseken odahaza és külföldön (Ausztria, Magyarország) egyaránt. Működésének csúcspontja az 1980-as évek végén volt, amikor fellépett a Zágrábi Televízió újévi műsorában. Az ismert körülmények miatt az egyesület 1990-ben megszűnt működni, és több kísérletet követően végül 2002 végén alakult újra. Jelenleg mintegy 160 aktív tagja van, öt tánckari, két tamburazenekari és egy színjátszó csoportban. Az eredmények között mindenképpen meg kell említeni, hogy 2007-ben a zágrábi amatőr fesztiválon Branimir Milas „Međimuje” koreográfiájával előadott műsoruk a tíz legszebben előadott koreográfia közé került.

## Oktatás
Az iskola megőrzött emlékei szerint a vugroveci iskolát 1836-ban alapították, ezzel Prigorje egyik legrégebbi iskolája volt. A Vugrovec iskola első tanára az azonos nevű plébánia akkori papja, Martin Pečij volt. Antun Cuvaj „Horvátország és Szlavónia Királyságának oktatástörténeti anyagai a legkorábbi időktől a mai napig" című kiadványában (Zágráb, 1908.) ezt írja, hogy az 1846/1847-es iskolai tanévben Vugrovecen két alsós osztály volt, melyben 66 gyermek tanult. Az első iskolaépület 1855-ben épült a településen, de a Zágrábot és környékét sújtó 1880-as földrengés során súlyosan megsérült és le kellett bontani. Ezután új iskolaépületet emeltek Vugrovecen, amely ma is áll, de azóta többször felújításra került, és a helyi lakosok kulturális és egyéb társadalmi igényeinek kielégítésére szolgál. Ez a régi iskola 1962-ig működött, amikor új, hat klasszikus és két szaktanteremmel rendelkező iskolaépületet építettek. Az 1963. szeptember elsejei időponttól Szeszvete akkori városi közgyűlésének határozatával egy iskolát hoztak létre, amely Vugrovac, Prekvršje, Kašina és Planina Donja iskoláit foglalta magában, székhelye pedig Kašina lett. 1981-ben egy előregyártott elemekből épített tornatermet létesítettek a vugroveci iskola mellett. A 2005/2006-os tanévben az iskolát teljesen felújították és korszerűsítették, így ma már nyolc klasszikus osztályteremmel és három szaktanteremmel rendelkezik. Az iskolában van egy modern könyvtár is olvasóteremmel, valamint étkező a tanulók számára.

## Sport
- BK Vuk tollaslabdaklub
- RK Vuk Vugrovec Donji női és férfi kézilabdaklub